# Fernando Báez
Fernando Báez (San Félix, Ciudad Guayana, 1963) es un bibliotecólogo y escritor venezolano, quien se ha dedicado a la historia de la destrucción de libros.

## Carrera
Entre sus obras destacan Historia universal de la destrucción de libros (2004), Historia de la antigua biblioteca de Alejandría (Premio de Ensayo Vintilia Horia, 2003) y La destrucción cultural de Irak (prologado por Noam Chomsky, 2004). También es autor de la novela El traductor de Cambridge (2005). 
Báez también ha traducido textos del griego clásico, específicamente Los fragmentos de Aristóteles (publicado en 2002) y La poética de Aristóteles. Edición en Griego, Latín y Castellano (2003).
En abril de 2008 fue designado por el gobierno de Hugo Chávez como director de la Biblioteca Nacional de Venezuela, cargo en el que estuvo hasta diciembre de ese mismo año.
Fue declarado persona non grata por la misión diplomática estadounidense en España luego de la publicación de su libro sobre Irak.

## Obra
- 2003: Historia de la Antigua Biblioteca de Alejandría (Premio Internacional de Ensayo Vintila Horia)
- 2004: Historia Universal De La Destrucción de Libros. De las Tablillas Sumerias a la Guerra de Irak
- 2004: La Destrucción Cultural de Irak
- 2005: El Traductor de Cambridge
- 2006: La Hoguera de los Intelectuales
- 2008: El Saqueo Cultural de América Latina. De la Conquista a la Globalización
- 2012: Las Maravillas Perdidas del Mundo. Breve Historia de las Grandes Catástrofes de la Civilización
- 2013: Los Primeros Libros de la Humanidad. El Mundo Antes de la Imprenta y el Libro Electrónico
- 2013: Nueva Historia Universal de la Destrucción de Libros. De las Tablillas Sumerias a la Era Digital (Actualización del libro de 2003)